# Mistrzostwa Polski w Badmintonie 1987
23. Mistrzostwa Polski w Badmintonie 1987 odbyły się w dniach 30 stycznia – 1 lutego 1987 w Lublinie.

## Medaliści
| Konkurencja:            | Złoto:                                                                    | Srebro:                                                                    | Brąz: |
| gra pojedyncza kobiet   | Bożena Haracz (Technik Głubczyce)                                         | Bożena Siemieniec (Technik Głubczyce)                                      | Zofia Żółtańska (Technik Głubczyce) Elżbieta Grzybek (Kolejarz Katowice)                                                                      |
| gra pojedyncza mężczyzn | Jerzy Dołhan (Technik Głubczyce)                                          | Grzegorz Olchowiak (Technik Głubczyce)                                     | Jacek Hankiewicz (Kolejarz Katowice) Stanisław Rosko (Technik Głubczyce)                                                                      |
| gra podwójna kobiet     | Bożena Siemieniec (Technik Głubczyce) Zofia Żółtańska (Technik Głubczyce) | Katarzyna Krasowska (Technik Głubczyce) Marzena Masiuk (Technik Głubczyce) | Elżbieta Grzybek (Kolejarz Katowice) Karolina Piątek (Unia Bieruń Stary) Bożena Haracz (Technik Głubczyce) Barbara Zimna (Technik Głubczyce)  |
| gra podwójna mężczyzn   | Jerzy Dołhan (Technik Głubczyce) Grzegorz Olchowiak (Technik Głubczyce)   | Jarosław Bąk (Technik Głubczyce) Marek Bujak (Technik Głubczyce)           | Jacek Hankiewicz (Kolejarz Katowice) Piotr Rduch (Unia Bieruń Stary) Kazimierz Ciuryś (Technik Głubczyce) Stanisław Rosko (Technik Głubczyce) |
| gra mieszana            | Jerzy Dołhan (Technik Głubczyce) Bożena Haracz (Technik Głubczyce)        | Jacek Hankiewicz (Kolejarz Katowice) Zofia Żółtańska (Technik Głubczyce)   | Marek Bujak (Technik Głubczyce) Marzena Masiuk (Technik Głubczyce) Kazimierz Ciuryś (Technik Głubczyce) Bożena Siemieniec (Technik Głubczyce) |